# Salvador Reyes (ur. 1998)
Salvador „Chava” Reyes Chávez (ur. 4 maja 1998 w Taxco de Alarcón) – meksykański piłkarz występujący na pozycji lewego obrońcy lub lewego pomocnika, reprezentant Meksyku, od 2024 roku zawodnik Leónu.